# 兵庫県のご当地ソング一覧
兵庫県のご当地ソング一覧（ひょうごけんのごとうちソングいちらん）では、兵庫県に関連するご当地ソング、音楽、戯曲、楽曲などを掲載する。

## 兵庫全般
- 「兵庫県民歌」
- 「はばタンカーニバル」こいみどり
- 「ふるさと兵庫」紙ふうせん

## 神戸市

### 全般
- 「いーあるふぁんくらぶ」みきとP feat.GUMI・鏡音リン
- 「美し都 -がんばろや We love KOBE-」平松愛理（コーラスで島倉千代子・岡村孝子・大江千里が参加）
- 「おまえを連れて」北川大介
- 「おもいでの神戸」杉良太郎
- 「想い出のKOBE」パル
- 「霧にぬれても」紙ふうせん
- 「霧のハイウェー」青江三奈
- 「KOBE」もんた&ブラザーズ
- 「神戸」前川清
- 「神戸北ホテル」青江三奈
- 「神戸しのび恋」大沢桃子
- 「神戸で逢えたら」桜田淳子
- 「神戸で死ねたら」西田佐知子
- 「神戸の落葉」山川豊
- 「神戸の街に雨が降る」紘呂しのぶ
- 「神戸無責任時代」ガガガSP
- 「Konnichiwa」 Gringe（英語版）
- 「しあわせ運べるように」合唱曲（作詞・作曲臼井真）、森祐理・東京放送児童合唱団、Cooley High Harmony、川嶋あい
- 「シティ神戸」大内義昭
- 「新雪」灰田勝彦、月丘夢路、佐良直美
- 「そして、神戸」内山田洋とクール・ファイブ
- 「だから神戸」アイリーン
- 「たそがれ・港町」瀬川映子(現・瀬川瑛子)
- 「泣いてみりゃいいじゃん」近藤真彦
- 「NIGHT SIGHT OF PORTISLAND」角松敏生
- 「渚にまつわるエトセトラ」PUFFY
- 「港が見える丘」平野愛子
- 「港神戸は泣いている」秋庭豊とアローナイツ
- 「港・坂道・異人館」いしだあゆみ
- 「港のジーナ」瀬川映子(現・瀬川瑛子)
- 「満月の夕」ソウル・フラワー・ユニオン
- 「もう少し あと少し…」ZARD
- 「ラプソディー」島崎博美
- 「恋は魔法さ」浜田省吾・THE R&S INSPIRATIONS
- 「ワケトンがんばるデー」山田美紀子 with トントンシスターズ

### 複数の場所
- ポートピアランド・六甲山・須磨区
  - 「Summer Breeze」松下萌子

### 9区
- 中央区
  - 神戸駅
    - 「神戸駅」ガガガSP

  - 三宮
    - 「三の宮ブルース」森雄二とサザンクロス

  - さんちか
    - 「風に乗って」ばんばひろふみ

  - ポートピアランド
    - 「ポートピア」ゴダイゴ
    - 「ポートピア'81がやって来る」大地真央
    - 「ポートピア'81音頭」大地真央

  - 神戸ポートタワー
    - 「タワー・サイド・メモリー」松任谷由実

  - 異人館通り
    - 「異人館通り」大塚博堂
    - 「雨の北野坂」伊勢功一

  - 北神急行電鉄
    - 「恋のトンネル」半熟BLOOD
- 須磨区
  - 東須磨駅
    - 「東須磨は夕方6時」コザック前田

  - 南町
    - 「南町から」平松愛理

  - 「須磨の雨」瀬口侑希
- 垂水区
  - 「いかなごGO!GO!」田中久美子
    - 「明石海峡」水森かおり
    - 「明石海峡」千葉一夫

  - 明石海峡大橋
    - 「明石海峡大橋音頭」マトモ & 寿慶子
    - 「ザ・明石海峡大橋」オヨネーズ

### 鉄道路線
- 阪急神戸線
  - 「春景色」南野陽子

### その他
- ラジオ関西
  - 「海のみえる放送局」チューインガム
  - 「青春ラジメニアの歌」子門真人
  - 「ぼくらの青春ラジメニア」山本正之
- 再度山ドライブウェイ
  - 「Always 〜いつまでも変わらない」山根康広

## 阪神地方
- 「六甲おろしふいた」大江千里
- 西宮市
  - 「文教住宅都市西宮の歌」西宮少年合唱団
  - 阪神甲子園球場
    - 「阪神タイガースの歌」（六甲おろし）
    - 「栄冠は君に輝く」伊藤久男など（全国高校野球・大会歌）
    - 「君よ八月に熱くなれ」高岡建治・堤大二郎など（全国高校野球選手権・ABCテレビテーマソング）
    - 「今ありて」谷村新司（選抜高校野球・三代目大会歌）
    - 「陽は舞いおどる甲子園」（選抜高校野球・二代目大会歌）
    - 「望郷甲子園」川藤幸三

  - 阪急西宮北口駅
    - 「春の唄」渡辺光子（月村光子。国民歌謡より）

  - 国道2号線
    - 「国道2号線」ガガガSP
- 芦屋市
  - 「ふたりの季節」ジュディ・オング
  - 「芦屋川」イヴェット・ジロー
  - 「芦屋の雨」麻丘めぐみ
  - 「芦屋セーリングスポット」永尾美代子
  - 「この町が好き」
- 宝塚市
  - 「すみれの花咲く頃」天津乙女、門田芦子、他、宝塚歌劇団生徒達
  - 「おゝ宝塚」雪野富士子、他、宝塚歌劇団生徒達
  - 「宝塚我が心の故郷」藤花ひさみ、他、宝塚歌劇団生徒達
  - 「清く正しく美しく」
  - 「［宝塚音頭］」
- 尼崎市
  - 「尼崎の夜空を見上げて」槇原敬之
  - 「尼崎の魚」（くるり）
  - 「ああ尼崎市民家族」（デューク・エイセス、エフエムあまがさきで月 - 金曜の正午前に放送）
- 伊丹市
  - 東野地区
    - 「東野賛歌」伊丹市立荻野小学校平成20年度5年2組

## 播磨地方
- 全般
  - 「播磨の渡り鳥」坂本冬美
  - 「播磨の女」丘みどり
- 明石市
  - 「子午線の町」大沢桃子
  - 「ホレ、ホレ!?」春待ちファミリーBAND
  - 「GO!GO!シゴセンジャー」
  - 明石淡路フェリー
    - 「たこフェリー音頭」河内家菊水丸
- 加古川市
  - 「かつめしの唄」Dave & 東播磨青年楽団
- 姫路市
  - 「宮本武蔵」ドンキー・カルテット
  - 交響詩ひめじ
- 赤穂市
  - 「あゝ忠臣蔵」三波春夫
- たつの市
  - 「赤とんぼ (童謡)」

## 淡路地方
- 「淡路島」増田政夫（ますだおかだの増田英彦）
- 「淡路島のタマネギ」SDN48

## 丹波地方
- 「デカンショ節」

## 但馬地方
- 全般
  - 「悠々・ジオパーク」京光恵・東山城
  - 「山陰海岸ジオパーク」京光恵・東山城
- 豊岡市
  - 「玄武岩の玄さん」玄さん（東山城）
  - 「いつかきっと」おおたにえり
  - 「雨の城崎」さきいずみ
  - 「湯島の盆恋唄」さきいずみ
  - 「湯けむり太鼓」桃山沢まさし
  - 「俺達オンセンジャー」オンセンジャーと仲間達
  - 「OK（オッケー）サンバ」おおたにえり・豊岡市少年少女合唱隊
  - 「ジョーとサキの城崎恋物語」ジョー＆サキ（東山城・さきいずみ）
  - 「オンセンスプラッシュ」東山城
  - 「城崎泉隊オンセンジャー」東山城
  - 「出石・あなたと・城下町」さきいずみ
  - 「山陰竹野・湯島街道恋峠」さきいずみ
  - 「滝めぐり〜神鍋渓谷〜」さきいずみ
  - 「故郷〜愛しき円山川〜」さきいずみ
- 美方郡新温泉町
  - 湯村温泉
    - 「夢日記」大月みやこ（夢千代日記（舞台版）より）